# آی‌ان‌اس آگری (پی۳۶)
آی‌ان‌اس آگری (پی۳۶) (به انگلیسی: INS Agray (P36)) یک کشتی است که طول آن ۵۶٫۰ متر (۱۸۳٫۷ فوت) می‌باشد.